# Potters Bar
Potters Bar è una cittadina di 21 618 abitanti della contea dell'Hertfordshire, in Inghilterra.  Fino al 1965, la cittadina apparteneva alla contea del Middlesex.

## Amministrazione

### Gemellaggi
- Franconville, Francia
- Viernheim, Germania